# 바소 추브릴로비치
바소 추브릴로비치(세르비아어: Васо Чубриловић / Vaso Čubrilović, 1897년 1월 14일 ~ 1990년 6월 11일)는 세르비아의 혁명가, 역사가, 정치인이다. 사라예보 사건과 관련된 인사 가운데 한 사람이기도 하다.

## 생애
오스트리아-헝가리 제국의 보스니아 헤르체고비나 공동통치령(현재의 보스니아 헤르체고비나)에 속해 있던 그라디슈카에서 태어났다. 그라디슈카에서 초등 교육을 받은 이후에는 투즐라에 위치한 고등학교에 입학했지만 오스트리아-헝가리 제국의 국가가 연주되는 과정에서 일어서지 않은 사실이 문제가 되어 학교에서 퇴학당하고 만다.
바소 추브릴로비치는 세르비아 민족주의에 심취하면서부터 보스니아의 범슬라브주의 혁명 조직인 청년 보스니아의 대원으로 활동했다. 1914년에는 가브릴로 프린치프와 네델코 차브리노비치가 사라예보 사건을 일으킨 공범으로 지목되어 반역, 살인 혐의로 체포되었고 바소 추브릴로비치 또한 반역 혐의로 체포되었다.
가브릴로 프린치프와 네델코 차브리노비치는 프란츠 페르디난트 폰 외스터라이히에스테 대공과 조피 초테크 폰 호엔베르크 여공작 부부를 암살했지만 범행 당시에 미성년자였기 때문에 각각 징역 20년을 선고받았고 바소 추브릴로비치 또한 범행 당시에 미성년자여서 징역 16년을 선고받았다. 바소 추브릴로비치의 형인 벨코 추브릴로비치(Veljko Čubrilović)는 사라예보 사건의 공범으로 붙잡혀 반역 혐의로 기소되었고 1915년에 처형되었다. 가브릴로 프린치프와 네델코 차브리노비치는 옥중에서 결핵으로 사망했지만 바소 추브릴로비치는 제1차 세계 대전의 종전과 함께 제니차의 감옥에서 출소했다.
1919년에는 사라예보 고등학교에서 6학년 과정을 마쳤다. 처음에는 자그레브 대학교 역사학과에 입학했지만 나중에 베오그라드 대학교로 전학하게 된다. 1922년에는 베오그라드 대학교 역사학과를 졸업했으며 1929년에는 《1875년부터 1878년까지 일어난 보스니아 봉기》라는 제목의 논문을 발표하면서 박사 학위를 받았다. 스렘스카미트로비차, 자그레브, 베오그라드 고등학교에서 역사 교사로 근무했다.
제2차 세계 대전이 진행 중이던 1941년 4월에 추축국 군대가 유고슬라비아를 침공하면서 바소 추브릴로비치는 게슈타포에 의해 체포되었다. 베오그라드에서 송환된 이후에는 베오그라드 교외에 세워진 나치 강제 수용소였던 바니차 강제 수용소(Banjica)에 수감되기도 했지만 독일 군대가 세르비아에서 축출되면서 석방되었다.
유고슬라비아의 공산주의 지도자인 요시프 브로즈 티토의 조언자 역할을 수행한 바소 추브릴로비치는 1944년 11월 17일 세르비아 베오그라드에서 《새 유고슬라비아의 소수 민족 문제》라는 제목의 문서를 발표했다. 1945년 초반에는 유고슬라비아 정부의 각료로 임명되었고 농업부 장관(1946년 ~ 1947년), 산림부 장관(1946년 ~ 1950년)을 역임했다.
1959년부터는 세르비아 과학 예술 아카데미에서 통신원으로 근무했으며 1961년에는 세르비아 과학 예술 아카데미 회원으로 임명되었다. 1976년에는 소련 과학 아카데미 명예 회원으로 임명되었고 1987년에는 유고슬라비아 정부로부터 유고슬라비아의 별 훈장을 받았다. 1990년 6월 11일에 세르비아 베오그라드에서 사망했는데 그는 사라예보 사건과 관련된 인사 중에서 마지막으로 생존한 사람이었다.